# Fisklöstjärnen (Tännäs socken, Härjedalen, 691615-134853)
Fisklöstjärnen är en sjö i Härjedalens kommun i Härjedalen och ingår i Ljusnans huvudavrinningsområde. Sjön har en area på 0,161 kvadratkilometer och ligger 737,1 meter över havet.

## Delavrinningsområde
Fisklöstjärnen ingår i det delavrinningsområde (691551-134949) som SMHI kallar för Utloppet av Fisklöstjärnen. Medelhöjden är 751 meter över havet och ytan är 1,92 kvadratkilometer. Det finns inga avrinningsområden uppströms utan avrinningsområdet är högsta punkten. Vattendraget som avvattnar avrinningsområdet har biflödesordning 3, vilket innebär att vattnet flödar genom totalt 3 vattendrag innan det når havet efter 347 kilometer. Avrinningsområdet består mestadels av skog (84 procent). Avrinningsområdet har 0,3 kvadratkilometer vattenytor vilket ger det en sjöprocent på 15,4 procent.